# Grégoire de Tatev
Grégoire de Tatev, Grigor Tatevatsi ou Grigor Tateviants (en arménien Գրիգոր Տաթեվացի ; 1346-1409) est un religieux, philosophe nominaliste, enseignant, poète, peintre et copiste arménien du XIVe siècle. Défenseur de l'indépendance de l'Église apostolique arménienne, ce supérieur du monastère de Tatev est l'auteur de nombreux écrits théologiques et philosophiques. Il est également connu comme enlumineur de deux manuscrits conservés au Matenadaran d'Erevan.

## Biographie

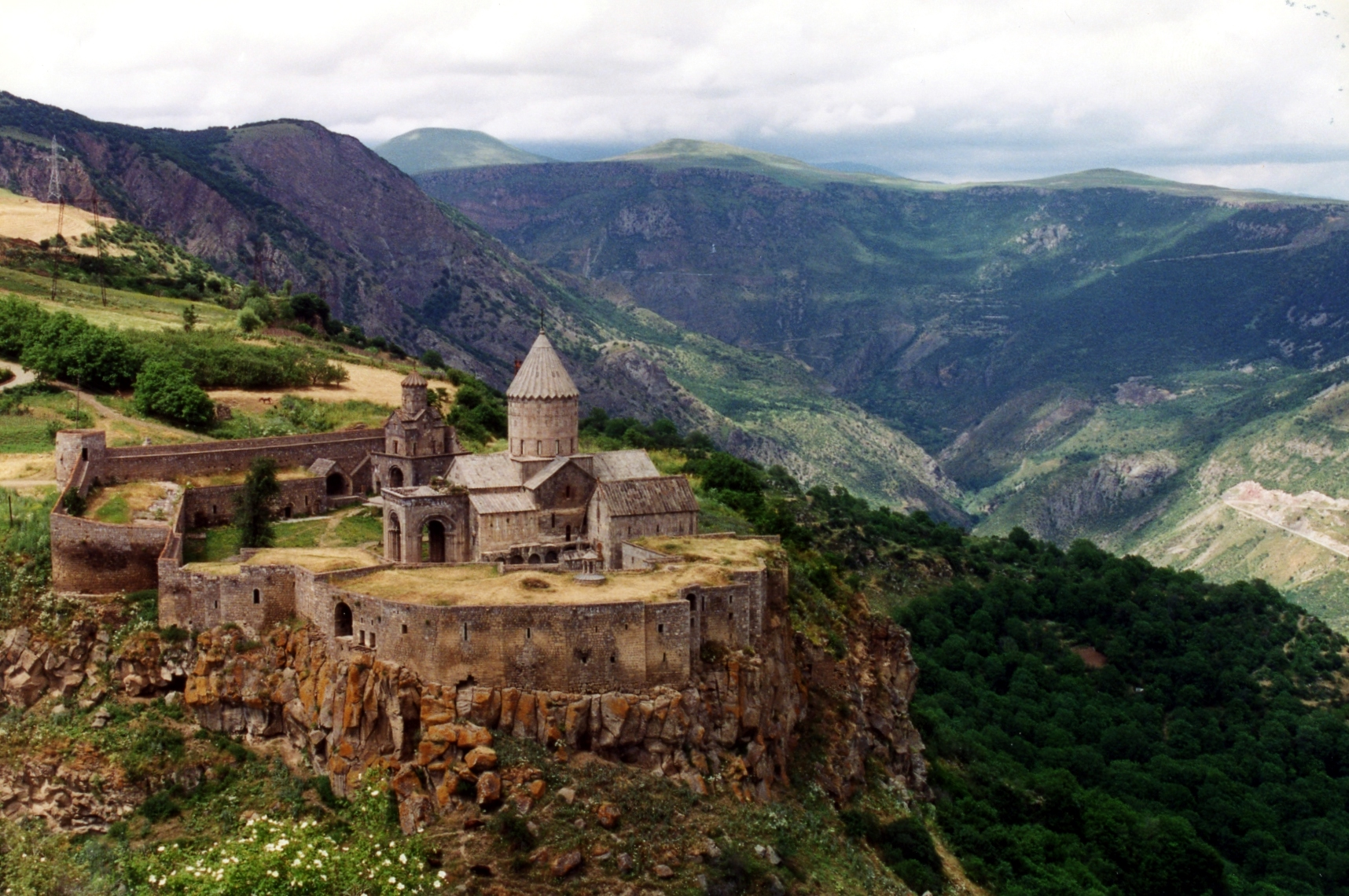
Complexe monastique de Tatev.

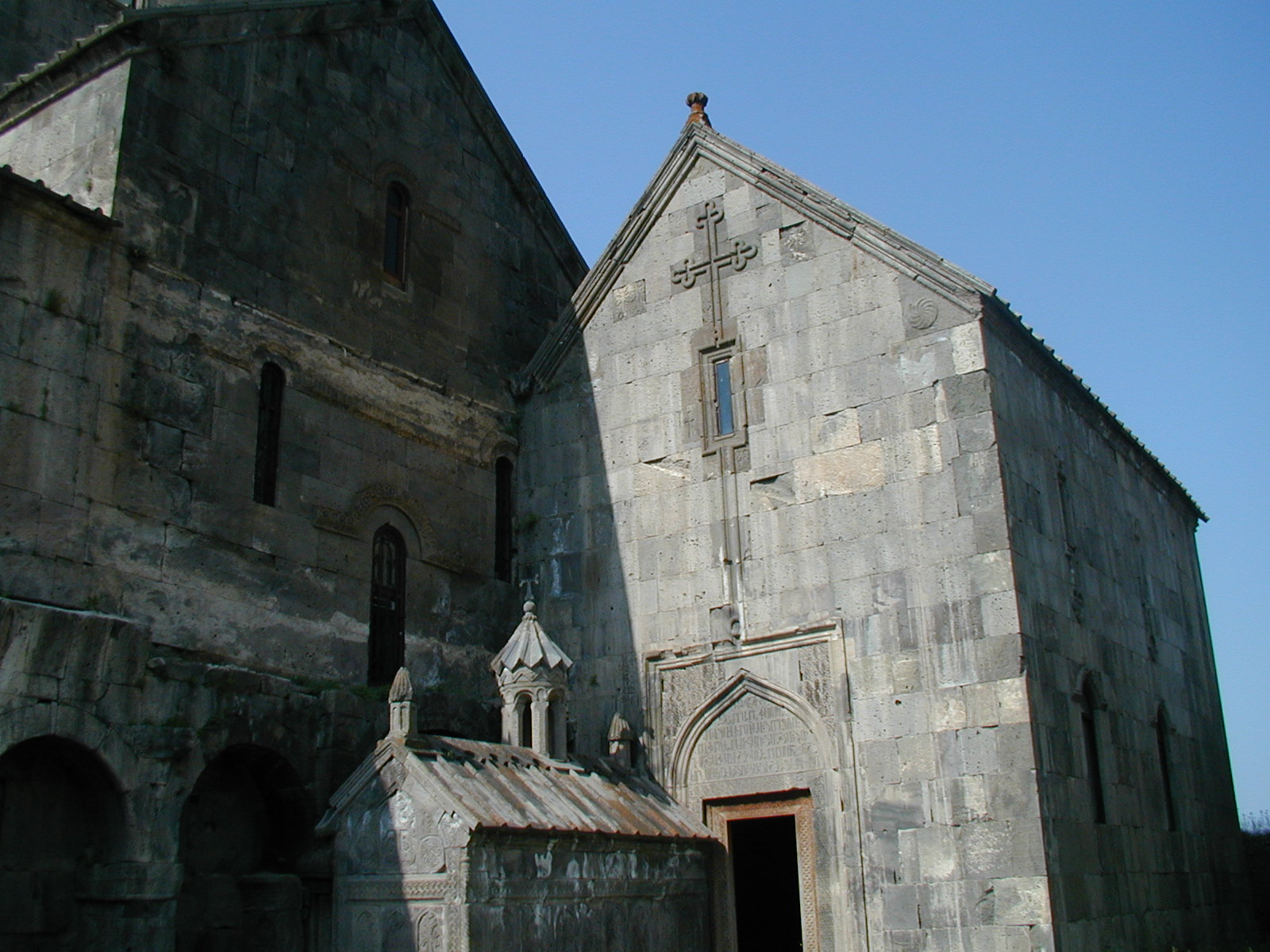
Monastère de Tatev ; au centre, mausolée de Grégoire de Tatev.

Grégoire naît en 1346 à Tmkaberd dans le Gougark (ou au Vayots Dzor), mais alors qu'il est encore jeune, les temps troublés que traverse l'Arménie zakaride forcent ses parents à se réfugier en Siounie, plus sûre. Faisant preuve d'une intelligence inhabituelle pour son âge, il est envoyé au monastère de Tatev afin d'y étudier auprès de Hovhannès Vorotnetsi en 1370, avec lequel il effectue le voyage de Jérusalem et qui l'ordonne archimandrite en 1373.
De retour à Tatev, Grégoire devient le supérieur du monastère dont il parvient à maintenir l'organisation malgré les invasions timourides ; il y a notamment pour étudiant Thomas de Metsop. Devant fréquemment quitter Tatev avec ses élèves pour des raisons de sécurité, il y meurt le 27 décembre 1409 et y est enterré ; si un mausolée n'est érigé sur sa tombe qu'en 1787, Grégoire est déjà canonisé au XVe siècle.

## Œuvres
Chronologiquement parlant, Grégoire est avant tout connu comme copiste : il copie ainsi un Évangile à Yerzenka en 1374, aujourd'hui conservé dans le trésor d'Etchmiadzin (Ms. 224). Peintre talentueux, il réalise en outre lui-même les miniatures de deux autres Évangiles (Matenadaran, Ms. 6305 et Ms. 7482) aux couleurs vives, à la ligne ferme et énergique, et innovants par rapport aux canons traditionnels. Dans un Commentaire des tables des canons, il décrit les ornementations de ce genre de texte comme une « porte d'entrée pour la connaissance du caché, du divin, des beautés spirituelles et intellectuelles », y souligne l'importance particulière de l'effet symbolique et psychologique de la couleur et la signification du contraste entre clair et foncé.
Grégoire est ensuite célèbre pour ses nombreux écrits théologiques et philosophiques : Commentaires aux psaumes, Sermons… Influencé par la philosophie classique et ayant recours à la pensée occidentale, il dresse une distinction nette entre philosophie et théologie, deux aspects de la Vérité, et affirme que la science n'a rien à voir avec la foi. Sur un plan strictement religieux, ce partisan des traditions de l'Église arménienne n'hésite pas à utiliser la scolastique face aux tenants de l'union avec Rome ; il rédige notamment à cette attention un Livre de questions et réponses sur les erreurs des hérétiques et des païens, terminé en 1397.
Grégoire est enfin connu pour ses travaux dans d'autres domaines, comme la poésie. Il réalise en outre une réforme de l'arménien en se basant sur les principes de la « pensée linguistique ».